# Scriptania mus
Scriptania mus är en fjärilsart som beskrevs av Köhler 1947. Scriptania mus ingår i släktet Scriptania och familjen nattflyn. Inga underarter finns listade.